# Igor Corman

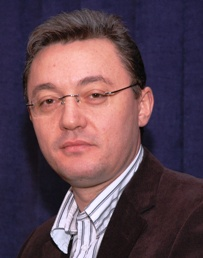
Igor Corman

Igor Corman (* 17. Dezember 1969 in Ciulucani, Rajon Telenești, Moldauische SSR, Sowjetunion) ist ein moldauischer Politiker (PDM). Er war von 2004 bis 2009 Botschafter der Republik Moldau in der Bundesrepublik Deutschland und ist seit 2009 Mitglied des moldauischen Parlaments sowie Vorsitzender des Parlamentsausschusses für Außenpolitik und Europäische Integration.

## Werdegang
Corman studierte von 1986 bis 1990 an der Staatlichen Universität Moldau in Chișinău sowie von 1990 bis 1992 an der Universität Iași Geschichte. Von 1992 bis 1994 promovierte er an der Universität Iași und forschte im Anschluss daran bis 1995 mit einem Stipendium des DAAD an der Ludwig-Maximilians-Universität München.
1995 trat Corman in den Auswärtigen Dienst der Republik Moldau ein und durchlief dort zunächst verschiedene Ministerialverwendungen. 1997 besuchte er das Europäische Zentrum für Sicherheitsstudien in Garmisch-Partenkirchen und bekleidete im Anschluss daran verschiedene Funktionen in der moldauischen Botschaft in der Bundesrepublik Deutschland, bevor er 2001 die Leitung der Hauptabteilung für Europa und Nordamerika im moldauischen Außenministerium übernahm. 2004 wurde er zum Botschafter der Republik Moldau in der Bundesrepublik Deutschland ernannt und übte dieses Amt bis zu seiner Wahl ins moldauische Parlament im Jahr 2009 aus.
Seit 2009 ist er Mitglied des Parlaments der Republik Moldau und sitzt dort dem Ausschuss für Außenpolitik und Europäische Integration vor.

## Sonstiges
Corman ist verheiratet und hat zwei Kinder. Er spricht die Fremdsprachen Russisch, Englisch und Deutsch.
2009 wurde ihm das Bundesverdienstkreuz verliehen.